# Salma Khadra Jayyusi

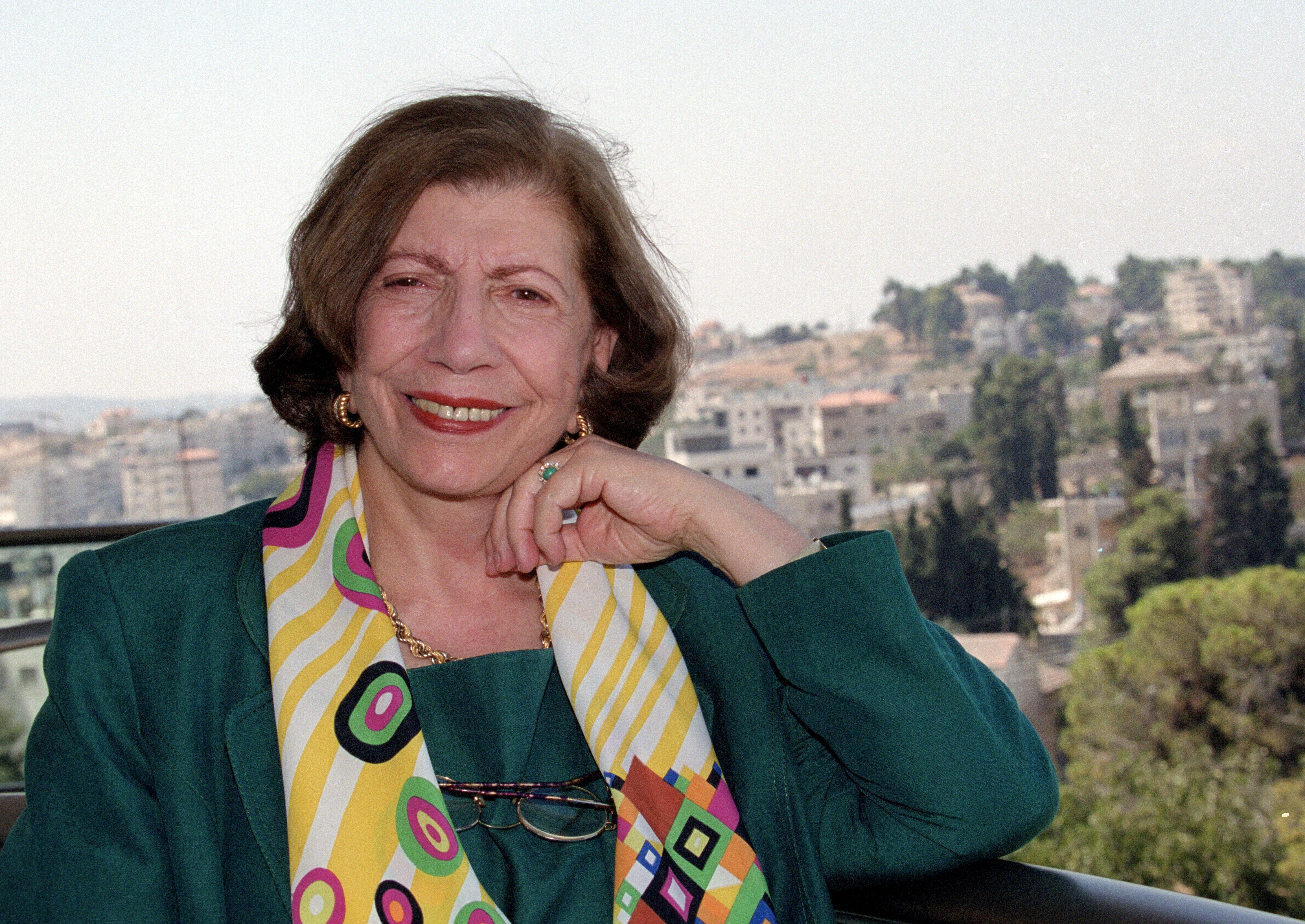
Salma Khadra Jayyusi

Salma Khadra Jayyusi (arabisch سلمى الخضراء الجيوسي, DMG Salmā al-Ḫaḍrāʾ al-Ǧayyūsī; geboren 16. April 1925 in Al-Salt, 1926, 1927 oder 1928 in Safed; gestorben 20. April 2023 in Amman, Jordanien) war eine palästinensische Autorin.

## Leben und Werk
Jayyusi wuchs in Akkon und Jerusalem als Tochter eines palästinensischen Vaters und einer libanesischen Mutter auf. Sie besuchte das Schmidt's Girls College in Jerusalem und studierte arabische und englische Literatur an der Amerikanischen Universität Beirut und der Universität London. Nach dem Studium heiratete sie einen jordanischen Diplomaten. Das Ehepaar zog durch seinen Beruf bedingt häufig um und lebte in Spanien, Italien, Deutschland, England, dem Irak, Algerien, dem Libanon, Sudan und in den Vereinigten Staaten von Amerika. Salma Khadra Jayyusi begann ihre Karriere als Schriftstellerin und Lehrende nach einer Familienphase, in der sie drei Kinder erzog. Sie gilt als eine der einflussreichsten Figuren der arabischen Literatur und ist neben ihrer Lyrik auch für ihre Herausgebertätigkeit, ihre Literaturkritiken und ihre Forschung bekannt. Sie unterrichtete an mehreren arabischen Hochschulen, darunter der Universität Khartum und der Universität Algier. Im Rahmen eines Stipendiums der Ford Foundation war sie 1973 auf einer Vortragsreise durch die USA und Kanada. In der Folge blieb sie in den USA und unterrichtete an der University of Utah, der University of Washington und der University of Texas. Darüber hinaus gründete sie das Übersetzungsprojekt PROTA, Project of Translation from Arabic. 1994 bis 1995 hielt sie sich am Wissenschaftskolleg zu Berlin auf, wo sie sich mit interkulturellen, speziell europäisch-arabischen Studien beschäftigte. 1995 fand unter ihrer Leitung eine Konferenz in Tanger statt, die den Titel Language, Literature and Culture in North Africa trug und an der renommierte Schriftsteller und Wissenschaftler aus zahlreichen Ländern teilnahmen. 1997 erhielt sie ein weiteres Stipendium der Ford Foundation und verfasste in diesem Rahmen ein umfassendes Buch über die Menschenrechte im arabischen Denken. 1999 erhielt sie ein Fulbright-Stipendium zur Erforschung der palästinensischen Kultur.

## Publikationen (Auswahl)

### Anthologien
- Anthology of modern Arabic Poetry, Columbia University Press, New York, 1987.
- The Literature of Modern Arabia, Kegan Paul International, London, 1988.
- Modern Palestinian Literature, Columbia University Press, New York, 1992.
- Modern Arabic Drama Indiana University Press, Bloomington, 1993.
- Arabic Short Plays, Interlink Books, New York, 2003.
- Modern Arabic Fiction Columbia University Press, New York, 2005.

### Soziologische Werke
- The Legacy of Muslim Spain, Brill, Leiden, 1992.
- Jerusalem in Ancient History and Tradition, ed. by Thomas Thompson with the collaboration of Salma Khadra Jayyusi, London – New York, 2003.
- My Jerusalem, Essays, Poems, Reminecsences, in press, Interlink Books, 2004.
- Human Rights in Arab Thought, in press at I.B. Tauris, London & New York, 2004.